# Volley 2002 Forlì
Il Volley 2002 Forlì è stata una società pallavolistica femminile italiana con sede a Forlì.

## Storia
L'Icot Volley viene fondato a Forlimpopoli nel 1992 ed inizia la propria attività dal campionato di Serie C2: nel giro di tre stagioni la società ottiene tre promozioni consecutive che la portano a giocare in Serie C1, in Serie B2 e poi in Serie B1; al termine della stagione 1997-98 viene promossa in Serie A2.
Nella stagione 1998-99 fa il suo esordio nella pallavolo professionistica, disputando il campionato cadetto: dopo due annate di risultati mediocri, nella stagione 2000-01, periodo in cui la società sposta la propria sede a Forlì, sfiora la promozione, arrivando fino alla serie finale dei play-off; il traguardo è solo rimandato alla stagione 2000-01, quando vince il campionato ed ottiene il passaggio alla Serie A1: si aggiudica nella stessa annata anche la Coppa Italia di Serie A2.
L'esordio in Serie A1 coincide anche con un cambiamento a livello societario che porta alla nuova denominazione di Volley 2002 Forlì: le prime tre annate nel massimo campionato italiano vedono il club posizionarsi costantemente a metà classifica durante la regular season, per poi uscire sempre ai quarti di finale durante i play-off scudetto, mentre in Coppa Italia l'avvenuta termina nelle prime fasi della competizione. Dopo una stagione 2005-06 anonima, in quella successiva la squadra è ultima in classifica, retrocedendo in Serie A2; tuttavia l'acquisto del titolo sportivo dal Volley Club Padova, permette al Volley 2002 Forlì di disputare nuovamente la Serie A1 per la stagione 2007-08, anche se i risultati sono deficitarii e chiude nuovamente all'ultimo posto in classifica con una nuova retrocessione.
L'avventura nella serie cadetta vede stazionare il club sempre nelle zone basse della classifica, fino a giungere alla stagione 2011-12 quando il penultimo posto in classifica lo condanna alla retrocessione in Serie B1; l'acquisto del titolo sportivo dall'Asystel Volley permette però di disputare la Serie A1 2012-13: a questo evento fa seguito anche un nuovo cambio denominazione in Volley 2002 Forlì Bologna e lo spostamento del campo di gioco nel capoluogo emiliano. La squadra riesce a salvarsi grazie al ritiro a campionato in corso di due formazioni e nell'annata 2013-14, ritorna alla vecchia denominazione di Volley 2002 Forlì, così come al vecchio campo di gioco: questa è però segnata da una nuova retrocessione in Serie A2 a causa dell'ultimo posto in classifica; tuttavia, a causa dell'esclusione pochi giorni prima dell'inizio del campionato della Pallavolo Ornavasso, il club di Forlì viene ripescato per disputare la Serie A1 2014-15, ma anche in questo caso chiude al penultimo posto in classifica, retrocedendo nuovamente nella serie cadetta.
Riparte quindi nella stagione 2015-16 dalla Serie A2, aggiudicandosi per la seconda volta la Coppa Italia di categoria e ottenendo anche la promozione in Serie A1 grazie alla vittoria della regular season di campionato: tuttavia la società rinuncia alla partecipazione e termina ogni tipo di attività.

## Palmarès
- Coppa Italia di Serie A2: 2

2001-02, 2015-16